# Д'Артаньян
Шарль Ож'є де Батц де Кастельмор, граф д'Артаньян (фр. Charles Ogier de Batz-Castelmore, Comte d'Artagnan, 1611—1613, Люпіак, Гасконь, Французьке королівство — 25 червня 1673, Маастрихт, Нідерландська республіка) — гасконський дворянин, військовик, мушкетер при дворі короля Франції Людовика XIV. Був довіреною особою кардинала Джуліо Мазаріні та Людовика XIV, виконував секретні доручення короля та кардинала, командував загоном мушкетерів. Загинув при облозі міста Маастрихт на території Республіки Об’єднаних провінцій Нідерландів. Гатьєн де Куртіль де Сандра вперше склав життєпис д'Артаньяна через 27 років після смерті мушкетера. Згодом у XIX сторіччі Александр Дюма на основі цього оповідання написав серію дуже популярних романів, героєм яких став д'Артаньян. Його постать стала однією з найвідоміших у багатьох країнах і культурах, хоча в історії його життя, переказаній Дюма, є багато суттєвих помилок та відвертих вигадок.

## Ранні роки життя
Батько Шарля Бертран де Бац де Кастельмор належав до стародавнього гасконського роду, хоча дворянський титул до імені його батька П'єра було додано тільки у 1578 році.. П'єр мав хист до бізнесу, скуповував маєтки збіднілих дворян і таким чином накопичив неабияке багатство. Жінка Бертрана та мати Шарля Франсуаза, навпаки, походила з одного з найдавніших та найшляхетніших родів Гасконії і Франції Монтеск'є. Вона належала також до гілки роду д'Артаньянів і її батько, офіцер французької гвардії Жан де Монтеск'ю д'Артаньян погодився на шлюб з представником маловідомого роду Бац-Кастельморів, зокрема тому, що не мусив платити за дочку велике придане.
У родині Бертрана та Франсуази Кастельмор було семеро дітей — чотири хлопці: Поль, Шарль, Жан, Арно і також три дочки: Клод, Анріє та Жанна. Шарль був другою дитиною і ймовірно народився між 1611 та 1613 роками. Невідомо з яких причин, колишнє багатство Кастельморів почало зникати за часів Бертрана і його сім'я з часом поповнила численний список бідних шляхетних сімей Франції. Родина жила не просто бідно, а у боргах. Коли Бертран де Бац де Кастельмор помер у 1635 році, більша частина маєтків та майна родини перейшла у власність кредиторів. Сім'я мешкала у скромному двоповерховому будинку, який вони, за звичаєм, називали замком. Цей будинок зберігся до наших днів. Діти отримали тільки мінімальну освіту, навчилися писати і рахувати, вивчили деякі факти з Біблії. Вважається, що вчителем був, найімовірніше, місцевий священик. Для юнаків мистецтво двобою та вміння триматися у сідлі були життєво важливими предметами. Ймовірно, вони мали окремого вчителя фехтування. Їзді ж верхи хлопців навчав їхній батько.
Оскільки родина була доволі бідною, діти мусили розпочинати кар'єру поза Гасконню, яка на той час розглядалася як неперспективна периферія французького королівства. Так, усі дочки Кастельморів вигідно вийшли заміж завдяки гучному імені пращурів, а хлопці мусили шукати свій шлях на військовій ниві. Завдяки протекції родичів матері, які прославилися на королівській службі і були вже знані в Парижі, юнаки могли розраховувати на місце кадетів в одному з військових підрозділів королівства. Майже всі молоді Кастельмори вирушили до Парижа ще в підлітковому віці.

## Початок служби

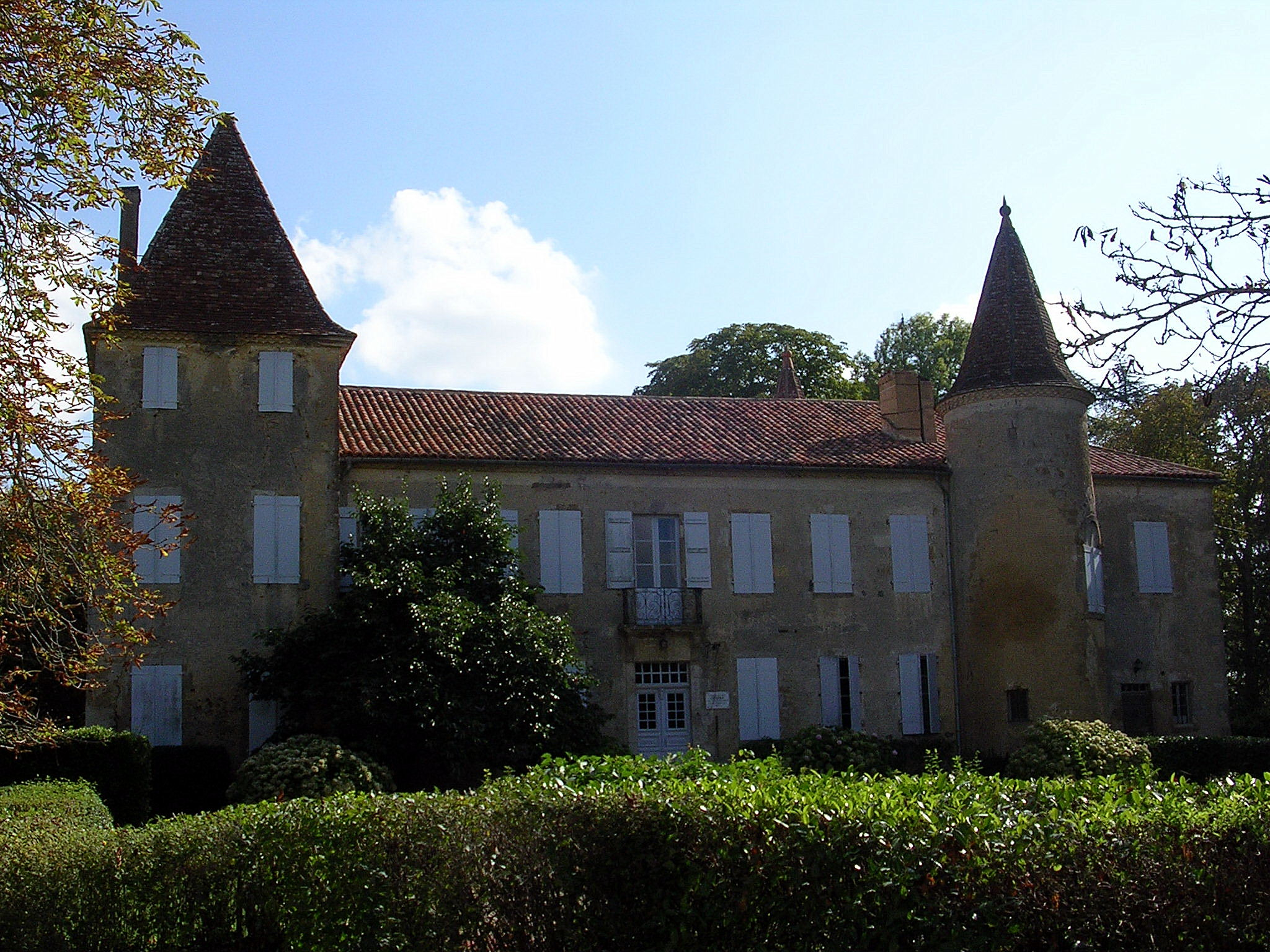
Родинний будинок Кастельморів в Люпіаку, Гасконь

Гасконців знали як відважних і хоробрих вояків. Для хлопців, особливо з бідних сімей, якою були і Кастельмори, вислуга у війську, особливо при дворі короля, була оптимальною кар'єрою. Троє з молодших Кастельморів — Поль, Шарль і Жан пішли на військову службу у досить ранньому віці, і лише молодший брат Арно став священиком, а згодом — абатом. Рід Кастельморів не був відомий настільки, як рід д'Артаньянів, тому при дворі троє гасконців вживали ім'я старовинного роду матері — д'Артаньян.
З двох братів Шарля найбільше відомо про його старшого брата — Поля. Він дослужився до рангу лейтенанта королівської гвардії, однак у розквіті кар'єри продав свою посаду іншому і повернувся до маєтку батька. У Гасконі Поль змінив прізвище д'Артаньян на батьківське — де Бац де Кастельмор. Решту життя він провів у цивільній адміністрації, переживши всіх своїх братів. Молодший брат Жан загинув молодим на королівській службі і нічим особливим не відмітився.
Ймовірно, як і його брати, Шарль де Кастельмор прибув до Парижа в 1630 році у віці 15 чи 17 років. Завдяки рекомендаційним листам батька, йому легко вдалося отримати місце кадета в одному з полків французької гвардії. 1633 року його ім'я згадувалось у списку королівських мушкетерів, які брали участь у параді 10 березня того ж року. Саме в цей час Шарль почав називати себе д'Артаньяном — прізвищем матері, яке було добре знане в Парижі.
У мушкетерській роті д'Артаньяна служили й інші персонажі відомого роману Дюма — Анрі д'Араміц (Араміс) та Арман де Сіллеґ д'Атос д'Отв'єль (Атос). Ще один герой роману — Ісаак де Порто (Портос) служив у гвардійському полку і не належав до мушкетерів. Історики, однак не виключають, що всі ці особи, можливо, зустрічалися колись у тогочасному Парижі, проте свідчень про їх більш близькі стосунки, чи навіть дружбу не існує.
Сам Шарль, окрім роти мушкетерів, служив ще в інших військових підрозділах та неодноразово брав участь у військових операціях, але подвигами не відзначився.

## На службі кардинала

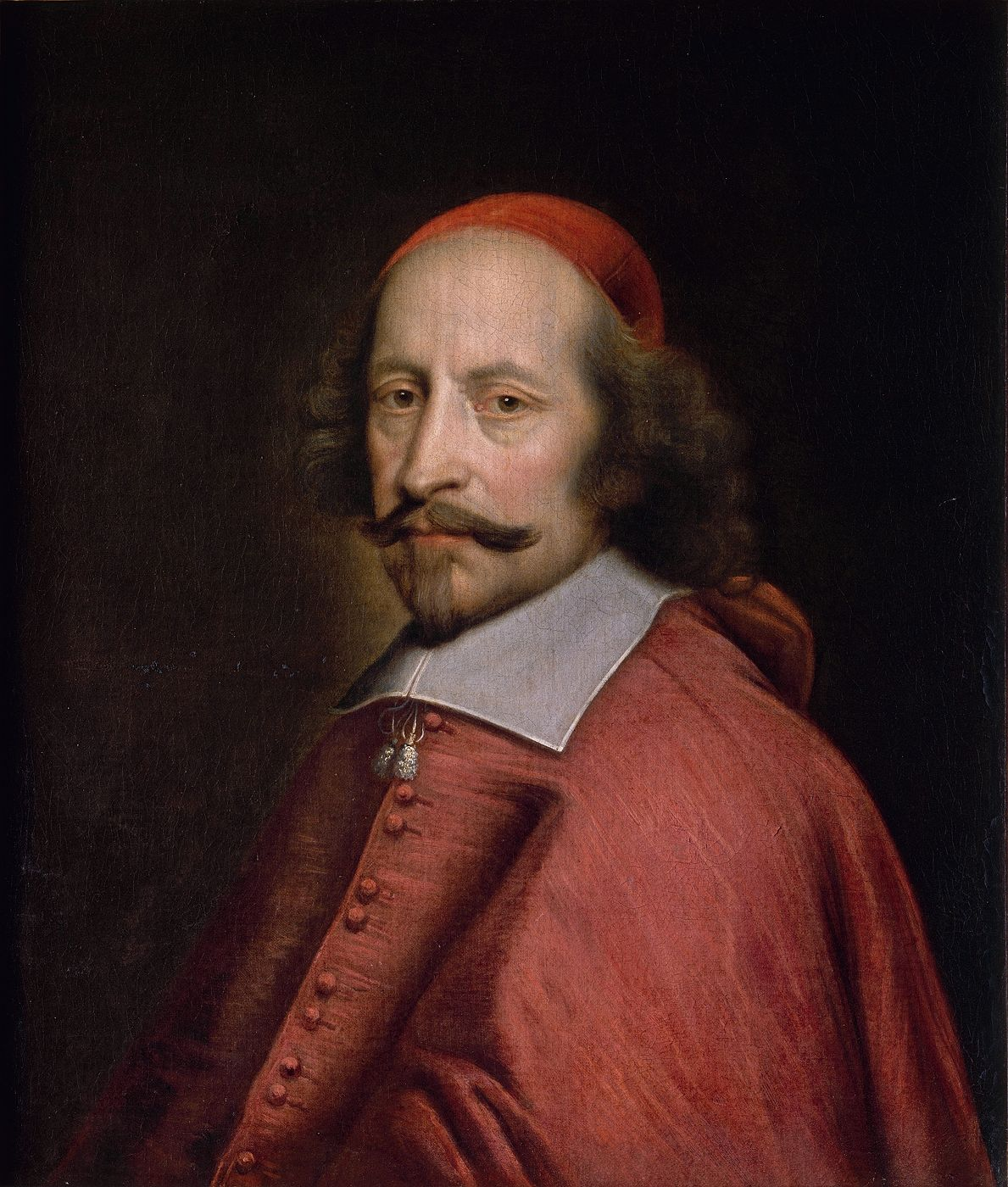
Кардинал Мазаріні.

Персонажі роману «Три мушкетери» насправді існували, але інші твердження Дюма зовсім не відповідали дійсності. Шарль де Батц де Кастельмор, граф д'Артаньян не міг брати участь у подіях навколо кардинала Рішельє та королеви Анни Австрійської хоча б тому, що за часів описаних подій навколо Рішельє він був ще хлопцем у Гасконі, далеко від Парижа. До того ж, під час його служби пізніше він сам став слугою кардинала Джуліо Мазаріні.
Уродженець Італії, Мазаріні став прем'єр-міністром по смерті кардинала Рішельє у 1642 році, а за рік по смерті Людовика XIII став фактичним керівником країни за Анни Австрійської, яка була регентом малолітнього короля Людовика XIV.
Для молодого д'Артаньяна, маловідомого гасконського дворянина, служба у кардинала Мазаріні стала початком розквіту кар'єри. Вже у 1646 році Шарль згадувався як помічник кардинала разом з ім'ям Франсуа де Монлєзена, маркіза де Безмо, який пізніше став комендантом відомої королівської в'язниці — Бастилії. Обидва знаходилися на службі кардинала і виконували спеціальні, часто секретні доручення фактичного керівника держави. Як і Рішельє, Мазаріні утримував цілу мережу шпигунів у Франції і Європі. Д'Артаньян і Безмо були його кур'єрами між різними інформаторами та зацікавленими політиками. Ці молоді люди походили з бідних родин, тому віддано служили Мазаріні у відповідь на ласку і нагороди.
Правління Мазаріні відзначилося двома антиурядовими повстаннями «Фронди». Кардинал впродовж декількох років був об'єктом ненависті та політичних інтриг. Часом ситуація ускладнювалася настільки, що він мусив тікати зі столиці, інколи навіть із Франції, шукаючи притулку в іноземних володарів. Попри всі негаразди, навіть тоді, коли у Мазаріні вже майже не залишалося друзів чи навіть підлеглих, д'Артаньян завжди був поруч з ним. Ризикуючи власним життям, Шарль підтримував зв'язок між кардиналом і його прихильниками у Франції. 1653 року, за заступництва королеви, Мазаріні тріумфально повернувся до Парижа, розправився з політичними опонентами та знову став на чолі держави. Решту свого життя він провів на посаді першого міністра біля Анни Австрійської, котра була регентом при молодому королі. Перебуваючи на піку слави, Мазаріні не забував про вірних слуг і допомагав д'Артаньяну просуватися по службі.

## На королівській службі

### Капітан королівського вольєра
Ще до повернення з тріумфом до Парижа Мазаріні вже мав можливість віддячити д'Артаньянові за вірну службу протягом всіх цих років. В одному з полків королівської гвардії звільнилося місце і гасконець був швидко призначений на лейтенантську посаду. Однак це призначення викликало невдоволення інших службовців гвардії, тому що інші відчували, що це призначення було зроблено через голову іншого популярного кандидата, та ще й з волі ненависного італійця Мазаріні. Невдоволення переросло у відвертий бойкот і д'Артаньян був радий, коли Мазаріні його скоро відкликав.
Інше підвищення по службі виявилося приємнішим для Шарля. Наприкінці 1653 року раптом звільнилася посада капітана королівського вольєра. Насправді ця посада була більше визнанням статусу, ніж будь-якою діяльною роботою. Хоча д'Артаньян запропонував за посаду меншу суму грошей, ніж інші претенденти, за протекцією Мазаріні він все одно був призначений на неї. Для бідного дворянина з Гасконі це було справжнім досягненням — з посадою він отримав цілий замок у своє розпорядження та ще й у самому центрі міста, неподалік від Лувру та резиденції молодого короля. Його тихе, безпечне життя вельможі, однак, не тривало довго, можливо тому, що він звик до активного життя і не міг довго втриматися в розкоші бездіяльного капітана королівського вольєра, офіційна робота якого полягала в догляді за вольєром екзотичних птахів короля.

### Капітан королівської гвардії
Як тільки молодий Людовик XIV зійшов на престол у червні 1654 року, він почав військову кампанію проти своїх опонентів. д'Артаньян опинився на передовій у гущі бойових дій і навіть отримав поранення. Його хоробрість не залишилася непоміченою — вже 30 червня 1655 року він командував ротою королівської гвардії, хоча офіційного призначення ще не було. Посада капітана королівської гвардії завжди була мрією д'Артаньяна, але навіть після продажу посади капітана вольєра в нього все одно бракувало грошей для її купівлі. Однак, як і раніше, його старий патрон — кардинал Мазаріні — знову прийшов йому на допомогу: за дорученням кардинала суму, якої бракувало для придбання посади, вніс Кольбер з державної казни.
Призначення д'Артаньяна на посаду капітана королівської гвардії не мало ніякого відчутного впливу на стан речей, однак у цей самий період, у 1657 році, французька армія здобула цілу низку значних перемог, які допомогли молодому королю спочатку консолідувати владу в своїх руках всередині країни, а пізніше показати свої серйозні наміри і на міжнародній арені. Отже, на полі битви д'Артаньян мав змогу показати свої справжні якості відважного вояки, і його досягнення на цій посаді знову були відмічені королем та іншими посадовцями. Несподівано для д'Артаньяна під час облоги Дюнкерка у травні 1658 року він отримує повідомлення, що молодий Людовик XIV вирішив відновити роту мушкетерів, розпущену раніше Мазаріні, і що він міг розраховувати на посаду молодшого лейтенанта. Можливість служити в роті королівських мушкетерів, до якої король приділяв неабияку увагу, була для нього дуже спокусливою, і вже наприкінці травня д'Артаньян офіційно перейшов на службу до мушкетерів короля.

### Мушкетер короля

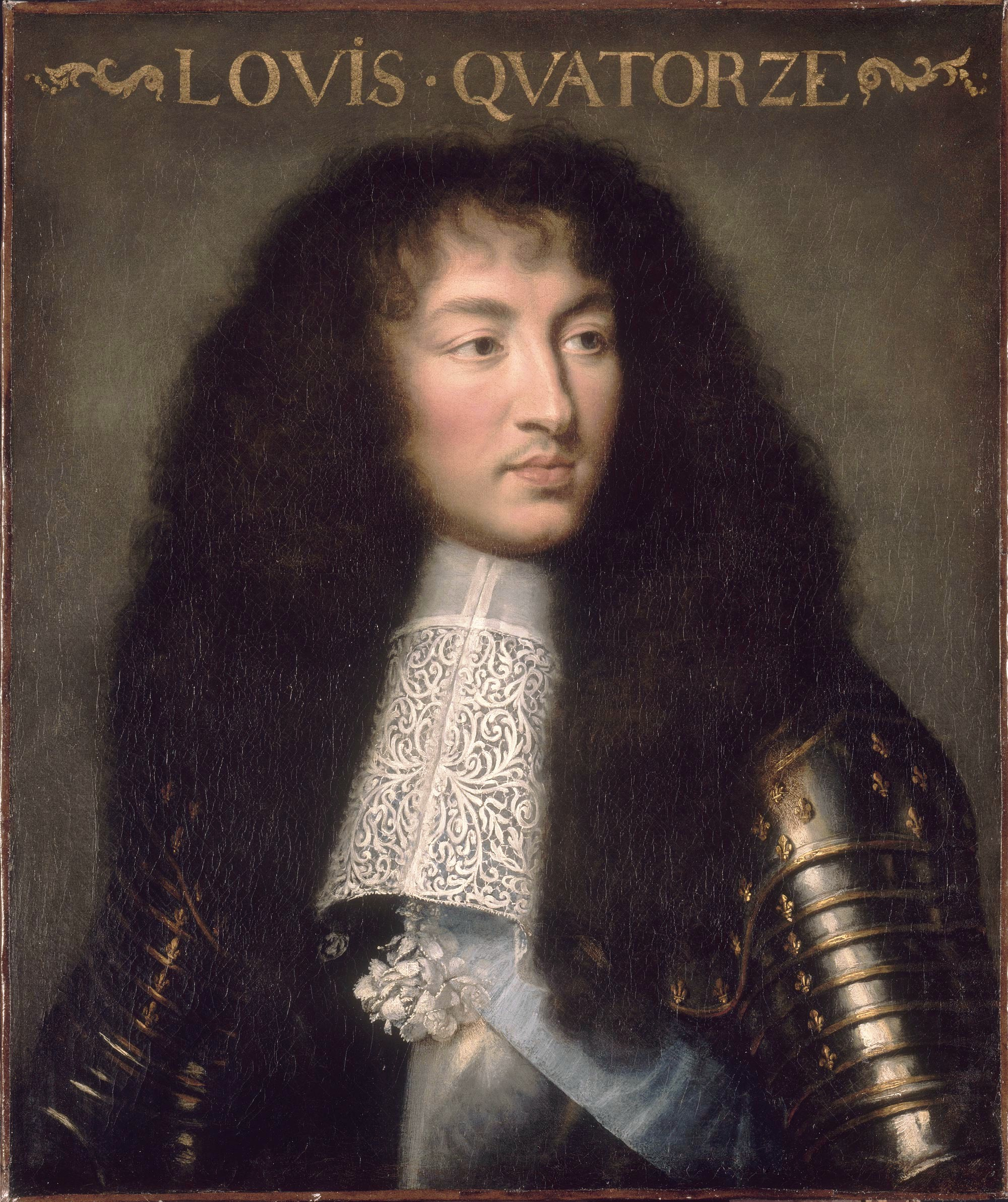
Людовик XIV

д'Артаньян прослужив у роті мушкетерів лише один рік, коли з'явилася нагода знову відвідати Гасконь. Наприкінці 1659 року він супроводжував короля Людовика XIV в його подорожі на південь Франції, де молодий король мав обвінчатися з іспанською принцесою. Мушкетерам у цей час могли позаздрити багато інших службовців короля, оскільки вони не тільки носили дороге, вишите золотом та коштовностями вбрання, але й користувалися окремою увагою монарха. Серед інших мушкетерів д'Артаньян мав репутацію не тільки досвідченого вояка та доброго командира, але й посланця Мазаріні, якому довіряли досить секретні справи. Людовик XIV, який вважав Мазаріні своїм вчителем, не забув про ці якості гасконця і теж почав довіряти йому важливі і часом секретні доручення.
Одним із найважливіших доручень короля був арешт тодішнього міністра фінансів королівства Ніколя Фуке. Багатство та розкішне життя міністра фінансів, яке часом видавалося кращим за те, що мав король, викликало роздратування та підозри багатьох, а особливо молодого короля, який влітку 1661 року вирішив заарештувати Фуке. д'Артаньян був спеціально відібраний для цієї місії і король настільки цінував його досвід, що відмовився від інших кандидатур; коли ж д'Артаньян був хворий, король навіть вирішив відкласти арешт міністра, аж поки мушкетер не видужав. Згідно з детальними інструкціями короля, д'Артаньян заарештував Ніколя Фуке 5 вересня 1661 року якраз після закінчення аудієнції міністра з Людовиком і перепровадив його до спеціальної квартири на час, поки тривало слідство та обшуки помешкань міністра. Завдяки рішучим діям гасконця вдалося захопити велику кількість приватного листування міністра і вмовити його написати листа до своїх прибічників у провінції з вимогою здатися королівським силам. Сучасники і навіть сам Фуке не могли не відзначити відмінні якості мушкетера — він поводився суворо, але ввічливо з арештованим і навіть боронив його від розлючених громадян, які намагалися йому помститися. Виконавши з честю доручення короля, д'Артаньян допровадив Фуке до його місця ув'язнення у Венсеннському замку і очікував на нові доручення Людовика.

## Приватне життя

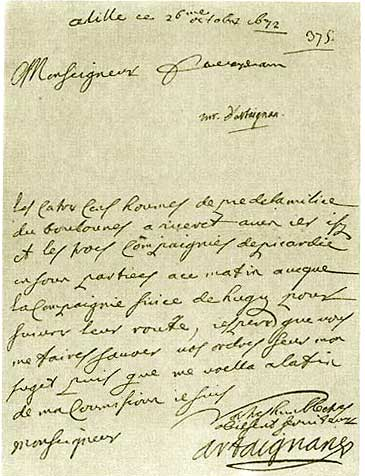
Оригінал листа, написаного д'Артаньяном у 1672 р.

На відміну від літературного персонажа Дюма, справжній д'Артаньян був сімейною людиною — принаймні певний час. Він був одружений і мав дітей. За документами, які дійшли до нашого часу, 5 березня 1659 року Шарль Ож'є де Бац де Кастельмор, відомий при дворі як д'Артаньян, склав шлюбний контракт з Анною-Шарлоттою-Кристиною де Шанлесі у малому залі Лувра у присутності його вірного друга Франсуа де Бемо, маршала Франції та інших видатних осіб королівства. Офіційне вінчання відбулося місяцем пізніше на батьківщині нареченої. Історики припускають, що вони познайомилися під час візиту д'Артаньяна роком раніше, а саме у 1658 році, до Ліона, де він супроводжував короля і Анну Австрійську під час їх подорожі.
Анна-Шарлотта була вже немолодою жінкою (на момент шлюбу їй було за 30 років), вдовою капітана кавалерії, який загинув на полі бою. Вдова, однак, мала багато інших переваг, а саме те, що вона походила з відомого, благородного та старовинного роду і зі спадщиною першого чоловіка та власного батька накопичила неабияке багатство. Для бідного гасконця-холостяка одруження з заможною нареченою, та ще з такого стародавнього роду, було ще одним свідченням підвищення його соціального статусу. Можна припустити, що шлюб був не тільки по коханню, оскільки розсудлива та мудра жінка заздалегідь передбачила усі фінансові обставини у шлюбному контракті і забезпечила своє майбутнє у разі розірвання шлюбу. На щастя, шлюб не розпався, але щасливе подружнє життя Шарля і Шарлотти теж не тривало довго. Для д'Артаньяна — закоренілого холостяка, подружнє життя було другорядним поруч зі службою королю, і він, не вагаючись, залишав Шарлотту наодинці, виконуючи накази короля. Через рік після шлюбу народився перший син Луї, але д'Артаньян в той час виконував роль тюремщика Фуке і відвідував дружину з немовлям тільки епізодично. З часом терпець Шарлоти увірвався — вона залишила Париж і повернулася до себе на батьківщину у власний маєток, де і народився у червні 1661 року другий син, перше ім'я якого теж було Луї. Через суперечки з чоловіком обидва хлопці залишались офіційно нехрещеними аж до самої смерті їхнього батька.

## Довірена особа короля

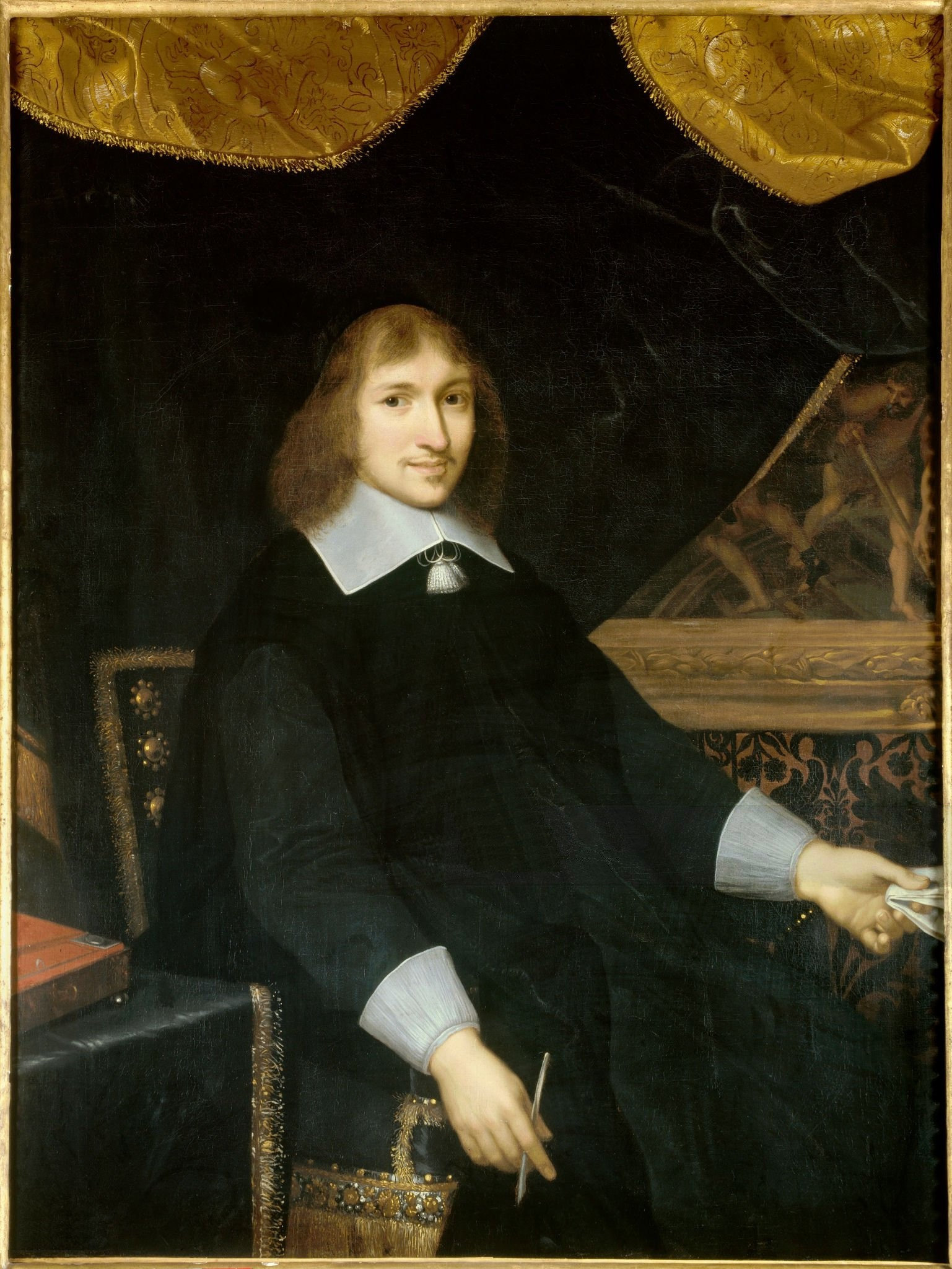
Ніколя Фуке

В історії Франції, і особливо в історії правління Людовика XIV, арешт Ніколя Фуке відігравав надзвичайно важливу роль для утвердження доби абсолютизму, яку започаткував Людовик. Для короля, особливо в тому молодому віці, арешт всемогутнього міністра фінансів означав своєрідний державний переворот і остаточне прибирання влади у власні руки. Людовик приділяв надзвичайну увагу обставинам ув'язнення міністра, оскільки втеча Фуке з-під варти чи навіть його спілкування з прибічниками означало б фактичний початок громадянської війни. Саме тому Людовик відрядив д'Артаньяна для охорони опального міністра. Мушкетер під час арешту Фуке вже зарекомендував себе як людина, на яку король міг повністю покластися і довірити таку важливу місію.
Протягом трьох років д'Артаньян старанно виконував обов'язки тюремщика — він не тільки тримав Фуке в ув'язненні, але й слідкував за тим, щоб в'язень перебував у повному інформаційному вакуумі і не листувався ні з ким. Король, сам Фуке і сучасники відзначали, з якою ефективністю і старанням він виконував цю місію. Він не тільки педантично виконував розпоряження короля стосовно утримання в'язня, але йому також вдалося зажити прихильності і вдячності самого Фуке тим, що він поводився з ним хоча й суворо, але справедливо. Прихильність Фуке і тих, хто йому співчував, здобула йому певних недоброзичливців при дворі, але вдячність короля за так добре виконане важливе завдання перетворила його з одного з королівських мушкетерів на довірену особу Людовика XIV.
Завдяки старанній службі та вірності королю він тепер мав добру репутацію також і при дворі, в армії і серед мушкетерів, де він з часом отримав звання капітана. Його репутація була настільки доброю, що численні особи при дворі змагалися в честі мати д'Артаньяна як хрещеного батька новонароджених. Хоча його в той час уже залишила дружина, він почав облаштовувати своє життя у Парижі як справжній вельможа — придбав будинок, розкішні меблі, шикарно оздоблений одяг. Починаючи з 1665 року, він почав додавати титул графа д'Артаньяна до свого імені. Хоча привласнення титулів у ті часи суворо переслідувалося, він почувався впевненим, що його статус дозволить йому уникнути неприємностей. Раптом про бідного родича-гасконця згадали племінники з роду Монтеск'ю та дружно почали називати себе теж д'Артаньянами і завдяки його протекції отримали місця в королівській гвардії та роті мушкетерів. Високородні керівники роти мушкетерів залишили справу безпосереднього керування загоном д'Артяньянові і він сприяв тому, що за цей час вони преобразилися — підвищився їх престиж, вони регулярно отримували добру платню, розкішне вбрання і навіть чисельність загону значно збільшилася.

## Останні роки життя
Король, як завжди, довіряв д'Артаньянові найважливіші і часом секретні місії. Згадуючи про успішно виконану місію по арешту Фуке, король знову поручив йому перепровадити до місця ув'язнення іншого вельможу, земляка-гасконця — герцога Антуана де Лозенна, який потрапив в немилість до короля. 19 грудня 1671 року у супроводі свого племінника та підрозділу мушкетерів д'Артаньян перепровадив герцога до замку Піньєроль — місце, де вже був в ув'язненні Ніколя Фуке. Добре виконана місія та відданість д'Артаньяна настільки сподобалася королю, що вже 15 квітня 1672 року він отримав звання генерал-майора. Це було останній військовий ранг у житті д'Артаньяна, але король ще мав для нього важливі завдання.

### Губернатор Лілля
Разом із жезлом генерал-майора він був призначений губернатором м. Лілля та округу. д'Артаньян був справді вражений милістю короля — на такі посади звичайно призначали нащадків відомих та старовинних родів. Вибір пав на нього саме тому, що він вже мав репутацію дійового та рішучого вояки, здатного навести порядок у прифронтовому місті та у фортеці. І справді, сподівання короля виправдалися доволі швидко — д'Артаньян не тільки утримував регіон у безпеці, боронив від рейдів голландських та іспанських військ, але й укріплював фортецю, сприяв розробленню нових конструкцій бойових гранат. На відміну від інших високородних але бездіяльних губернаторів, д'Артаньян втручався у справи всіх підрозділів гарнізону і зі своїм запальним гасконським характером швидко зажив собі ворогів, які почали скаржитися королю. Коли ж король 6 грудня 1672 року його таки відкликав до Парижа, він не сприйняв це як немилість, а радше як нагороду і можливість знову бути при дворі короля на чолі роти мушкетерів.

### Загибель

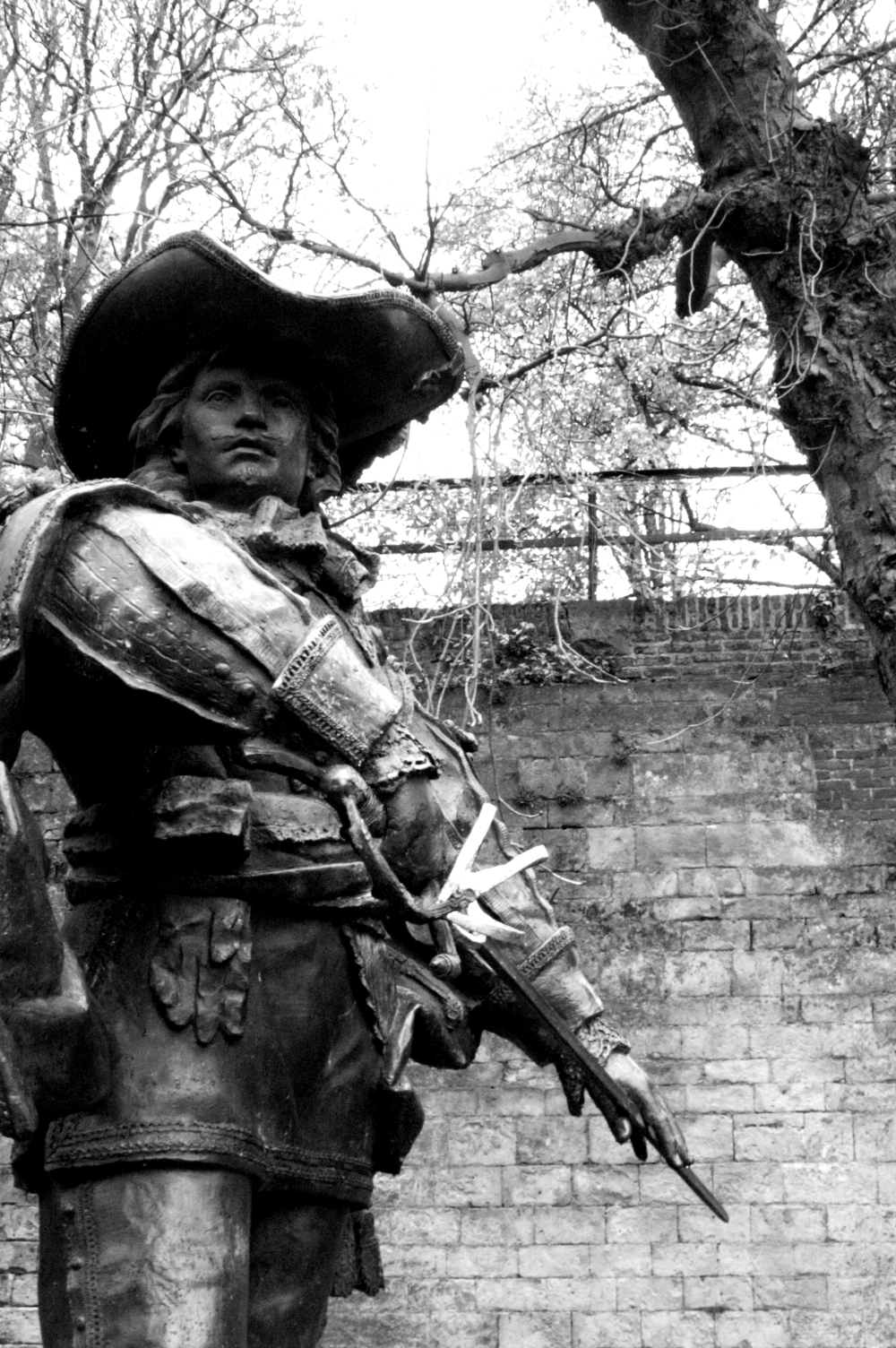
Пам'ятник д'Артаньяну в Маастрихті, Нідерланди.

1 травня 1673 року король Людовик XIV вирушив на війну у Нідерланди. Метою цієї військової експедиції було захоплення міста і фортеці Маастрихт, яке мало ключове значення в регіоні. Початок кампанії був дуже сприятливий для французьких військ — було захоплено декілька дрібних фортів та укріплень; д'Артаньян, попри своє високе звання, сам безпосередньо брав участь у рейдах та атаках. 25 червня 1673 року обложені голландці зробили відчайдушну вилазку і контратакували підрозділ королівської гвардії під стінами Маастріхту. В паніці гвардійці почали відступати і з'явилася загроза втрати важливого укріплення, яке французи здобули з великими втратами днем раніше. д'Артаньян за власної ініціативи швидко організував загін мушкетерів та гвардійців і пішов на їх чолі в атаку проти наступаючого ворога. З допомогою інших підрозділів, французьким загонам вдалося вибити голландців з укріплення, але в цій битві також загинув і д'Артаньян.
Його знайшли у той самий день серед багатьох тіл інших французів — він помер від кулі, яка влучила йому в голову. Повага підлеглих до д'Артаньяна була такою великою, що вони охоче ризикували власним життям і дехто навіть загинув, намагаючись винести його тіло з-під обстрілу. Втрата такого досвідченого та поважного мушкетера вразила не тільки численних його підлеглих, які його дуже шанували, але й навіть короля. У своєму листі до королеви Людовик XIV писав про свій жаль з приводу загибелі такого вірного й досвідченого вояки:
|  | Мадам, сьогодні я втратив д'Артаньяна, якому надзвичайно довіряв і який годився для будь-якої служби. |

Король розпорядився відслужити по ньому окрему службу і в присутності його племінників д'Артаньяна поховали з почестями під стінами Маастріхту.

## Вшанування пам'яті

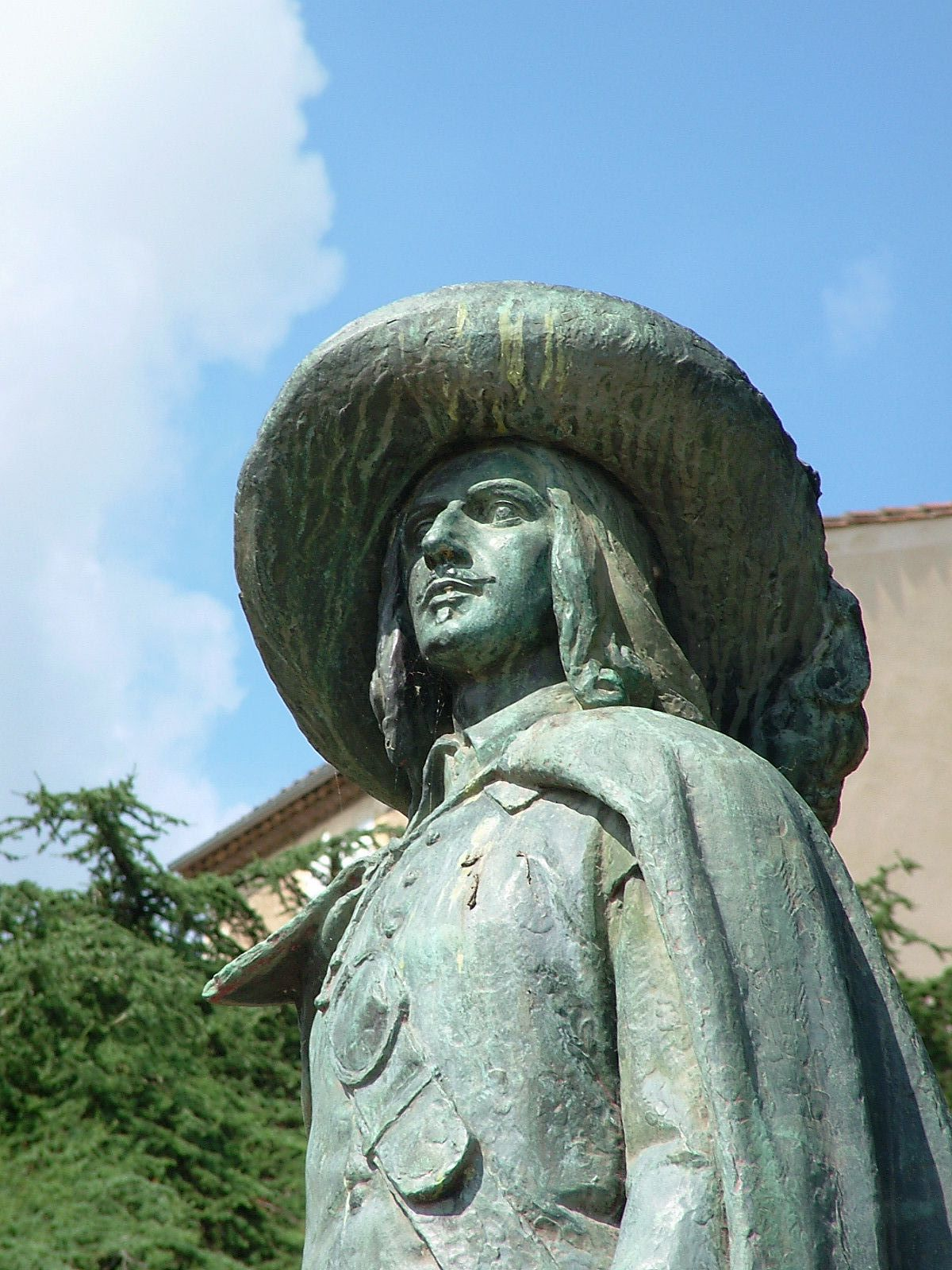
Пам'ятник д'Артаньяну в м. Ош.

Вдячність короля вдові та дітям д'Артаньяна була щирою та щедрою. Коли вдова мушкетера нарешті вирішила охрестити дітей, яким було тоді 12 і 13 років, хрещеним батьком першого став сам король Людовик XIV, а другого його син — спадкоємець престолу. Також, коли у Бац-Кастельморів пізніше з'явилися проблеми з підтвердженням графського титулу, король не забув родину вірного мушкетера і посприяв швидкому завершенню справи.
Попри відважність і вірну службу, історія д'Артаньяна могла залишитися відомою тільки історикам, якби не Ґатьєн де Куртіль де Сандра. Він був маловідомим новелістом із дещо скандальною репутацією, який вперше описав пригоди мушкетера у своєму романі «Спогади д'Артаньяна» у 1704 році. Оскільки де Куртіль вже мав репутацію бульварного новеліста, на роман ніхто не звернув особливої уваги. Дюма знайшов цей роман у бібліотеці і на основі того, що Куртіль написав про мушкетера, він у 1844 році написав свій перший роман «Три мушкетери», якій одразу став надзвичайно популярним. За першим романом вийшли ще два — «Двадцять років потому» і «Віконт де Бражелон, або Десять років потому». Завдяки цим романам д'Артаньян прославився не тільки у Франції, але й майже по всьому світі.
Не забули про свого земляка і гасконці — на його батьківщині в Люпіаку на його честь названо вулицю і готель, у столиці Гасконі м. Ош у 1931 році йому встановили пам'ятник. Нащадок д'Артаньяна, Амері де Монтеск'ю заснував у 1951 році спілку «Компанія мушкетерів», до якої зараховують людей, які прославили ім'я д'Артаньяна — письменників, акторів, художників. Наразі ця спілка нараховує 30 членів. На місці його загибелі, у Маастрихті д'Артаньяну встановили три пам'ятники — один з них на тому місці, де вважається він саме помер. Щороку в день загибелі мушкетера, який фактично був загарбником їх країни, голландці проводять фестиваль вшанування його імені. В рамках фестивалю презентують нові книжки, скульптури та картини про нього.

## д'Артаньян у кіно
- Еме Сімон-Жирар, Три мушкетери (1921, 1933)
- Джін Келлі, Три мушкетери (1948)
- Жорж Маршаль, Три мушкетери (1953)
- Жерар Філіп, Королі і королеви Версалю (1954)
- Жерар Баррей, Три мушкетери (1961)
- Михайло Боярський, д'Артаньян і три мушкетери (телефільм) (1978)
- Філіпп Нуаре, Дочка д'Артаньяна (1994)
- Джастін Чемберс, Мушкетер (2001)
- Гебріел Бірн, Людина в залізній масці (1998)
- Логан Лерман, Мушкетери (2011)